# Lovelaceville
Lovelaceville – jednostka osadnicza w Stanach Zjednoczonych, w stanie Kentucky, w hrabstwie Ballard.